# Elphinstone Tower

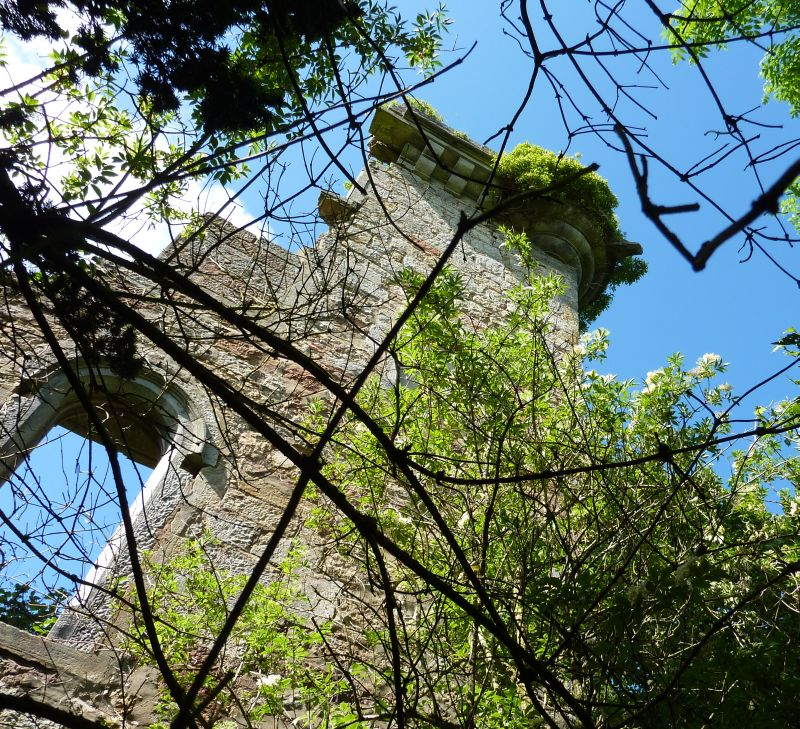
Detail van de zuidgevel met een kleine hoektoren aan de zuidoostelijke zijde.

Elphinstone Tower, ook wel Airth Tower of Dunmore Tower genoemd, is (de ruïne van) een 16e-eeuwse woontoren, ongeveer een kilometer ten noordwesten van Airth in het Schotse raadgebied Falkirk.

## Geschiedenis
De regio waar de woontoren staat was sinds de 14e eeuw eigendom van de familie Elphinstone. De toren werd vermoedelijk in 1508 gebouwd door Sir John Elphinstone. Zijn familie was op dat moment ook in bezit van Kildrummy Castle, een van de torens van dat kasteel wordt ook aangeduid met Elphinstone Tower.
In 1754 werd het gebied waarop de Elphinstone Tower stond, verkocht aan de familie Murray. John Murray, de vijfde Earl of Dunmore, bouwde op het terrein een buitenverblijf met daarbij een folly, die bekend werd als de Dunmore Pineapple. De ruïne van de Elphinstone Tower werd in 1820 omgebouwd tot een grafkelder voor de Earls of Dunmore. In 1968 stortte de noordwestelijke hoek in door een storm. De toren is vervolgens verder vervallen. Rond 1990 werd de grafkelder geplunderd.

## Bouw
De toren heeft en rechthoekige vorm en is vier etages hoog. De toren heeft aan de oostzijde nog zijn oorspronkelijke hoogte. Aan de zuidzijde bevindt zich de ingang. Zoals hiervoor gemeld is de grafkelder rond 1990 geplunderd. De ruimte ligt vol met puin en vermoedelijk is het gebouw instabiel. De ronde toren die op de zuidwestelijke hoek stond is geheel verdwenen.
In het verleden heeft er een gebouw van twee etages naast gestaan, maar dat gebouw is reeds verdwenen. De St Andrew's Church uit 1840 die ten zuidwesten van de toren stond is ook in de 20e eeuw gesloopt.